# Ендрю Тріггс Годж
Ендрю Тріггс Годж (англ. Andrew Triggs Hodge, 3 березня 1979) — британський веслувальник, олімпійський чемпіон.

## Виступи на Олімпіадах
| Олімпіада           | Дисципліна                        | Місце |
| ------------------- | --------------------------------- | ----- |
| Афіни 2004          | вісьмірка розстібна зі стерновим  | 9     |
| Пекін 2008          | четвірка розстібна без стернового | 1     |
| Лондон 2012         | четвірка розстібна без стернового | 1     |
| Ріо-де-Жанейро 2016 | вісімка розстібна зі стерновим    | 1     |